# 치안법원
치안법원은 영국의 치안판사가 재판하는 1심 법원이다. 영국 전역에 360개 이상이 설치되어 있다. 모든 형사사건은 치안법원에서 시작한다. 일부 민사사건, 즉 가족법 사건도 재판한다. 영국의 형사사건의 95%는 치안법원에서 최종 확정판결된다.
경범죄는 치안법원에서 재판한다. 중범죄에 해당하는 강간, 살인 사건도 치안법원에서 심리를 한 다음 영국형사법원(Crown court)로 이송한다.
사건심리는 1명의 지방판사(District judge) 또는 3명의 치안판사(Magistrate)가 담당한다.
형사재판은 경찰이 수사를 하고, 영국 검찰청(CPS, Crown Prosecution Service)에서 기소한다. 피고인은 변호사나 법무사에게 소송대리를 맡길 수 있다. 국가가 선임해 주기도 한다.

## 소송절차

### 항소
대부분은 치안법원에서 확정판결되나, 항소를 하면 영국상급법원인 영국항소법원, 영국고등법원으로 이송된다.

## 구성원

### 치안판사
치안판사(Magistrate)는 법률문외한인 일반인으로서, 시간제 근로자로 임명된다.

### 지방판사
지방판사(District judge)는 최소한 7년 이상 변호사(barrister) 또는 법무사(사무변호사, Solicitor)의 경력을 가진 자 중에서 임명된다.

### 로클럭
미국에서는 판사의 비서인 변호사를 로클럭이라고 하지만, 영국은 저스티스클럭이라고 한다. 치안판사는 시간제 근로자인 일반인으로 법률문외한이나, 저스티스클럭은 정규직으로 변호사, 법무사 자격자이다.

### 검사
영국 검찰청(CPS, Crown Prosecution Service)은 8,775명의 직원으로 구성되어 있다. 1/3이 검사이며, 매년 130만건을 치안법원에, 11만건을 영국형사법원에 기소한다.

### 법무사
모든 피고인은 직접 치안법원에 출석해야 하지만, 교통사고의 경우에는 출석을 안해도 된다. 소송대리는 법무사(사무변호사, solicitor)가 한다. 매우 드물지만 변호사(barrister)가 하기도 한다. 모든 치안법원에는 국선법무사(duty solicitor)가 배치되어 있다.

## 같이 보기
- 치안법원 (러시아)